# Vladimír Kulhánek (politik)
Vladimír Kulhánek (17. září 1939 Plzeň – 22. února 2021) byl pedagog, publicista a politik, senátor za obvod č. 1 – Karlovy Vary.

## Životopis
Vystudoval tehdejší Pedagogickou fakultu v Plzni (později součást Západočeské univerzity), učil na školách v Karlových Varech. Jako politicky nespolehlivý musel v době normalizace školství opustit a pracoval pak ve stavebním podniku.

### Rodina
Jeho synem je politik Petr Kulhánek, bývalý primátor města Karlovy Vary (ve funkci 2010–2018), od roku 2020 hejtman Karlovarského kraje.

### Politická kariéra
V letech 1990 až 1994 působil jako náměstek primátora Karlových Varů, v zastupitelstvu města pak až do roku 2006. V letech 1996–2004 byl senátorem za ODS za obvod Karlovy Vary, v roce 2004 již svůj mandát neobhajoval, senátorem za tento obvod se stal Jan Horník.